# Erina moerens
Erina moerens är en fjärilsart som beskrevs av Eduard Rosenstock 1885. Erina moerens ingår i släktet Erina och familjen juvelvingar. Inga underarter finns listade i Catalogue of Life.